# پیشنهاد حمله شوروی به هوکایدو
پیشنهاد حمله شوروی به هوکایدو (انگلیسی: Proposed Soviet invasion of Hokkaido)، در طول جنگ شوروی و ژاپن در اوت ۱۹۴۵، اتحاد جماهیر شوروی برنامه‌هایی برای حمله به هوکایدو، شمالی‌ترین چهار جزیره اصلی از مجمع الجزایر ژاپن را در نظر داشت. مخالفت ایالات متحده آمریکا و تردیدها در فرماندهی عالی شوروی باعث شد که برنامه‌ها قبل از شروع تهاجم لغو شود.